# Estación de Las Vegas (Nevada)
Las Vegas fue una estación de tren de pasajeros en Las Vegas, Nevada. Estaba conectado a la parte trasera del Plaza Hotel & Casino y estuvo en servicio desde 1971 hasta la desaparición del Desert Wind en 1997.

## Estaciones

### Estación Union Pacific
Antes de la construcción del casino, parte del sitio se utilizó para una estación de tren Streamline moderne. Construida en 1940, la estación se mejoró con luces de neón en 1946.

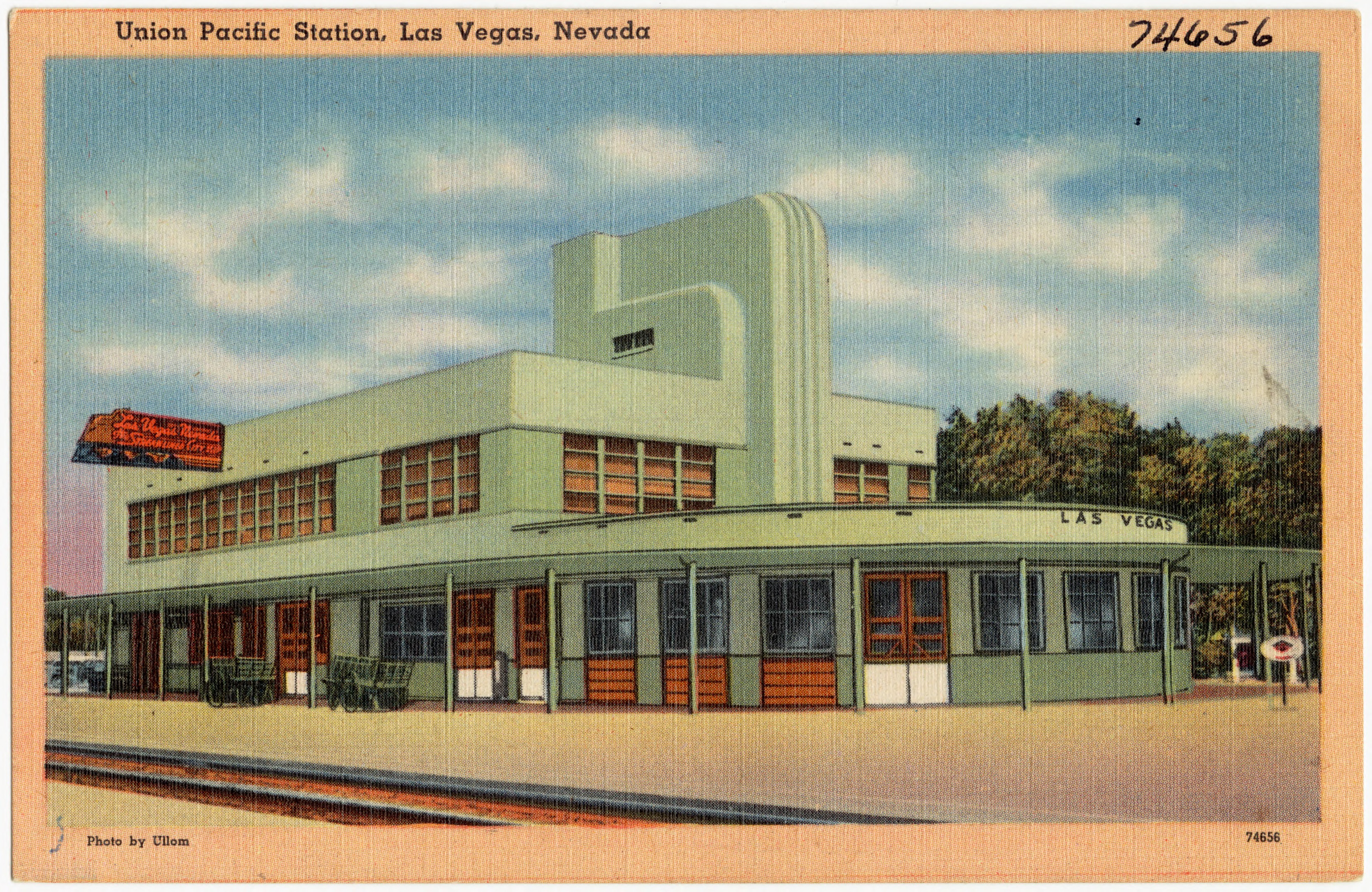
La antigua estación en 1940-1945.

La estación servía a varios trenes de Union Pacific al día, con destino a Los Ángeles al oeste y Salt Lake City, luego a San Luis y Chicago al este. En 1954, las salidas del tren de la Ciudad de Los Ángeles y la Ciudad de San Luis se dirigían a Los Ángeles desde la estación, y los trenes de la tarde y la noche, el Challenger y el Gold Coast-Pony Express partieron hacia Los Ángeles. Todos estos trenes, excepto el de Gold Coast, duraron hasta que Amtrak asumió la responsabilidad de las operaciones de pasajeros de Union Pacific en mayo de 1971.
Esta estación fue demolida en 1971 y reemplazada por el Union Plaza Hotel, que incluía una pequeña sala de espera para ser utilizada como estación de trenes Amtrak.

### Estación Union Plaza Hotel & Casino
El Union Plaza Hotel &Casino, originalmente llamado Union Plaza en referencia a la estación de ferrocarril Union Pacific que se encontraba en el sitio, abrió el 2 de julio de 1971. Sus propietarios originales incluían a los empresarios locales Sam Boyd, Howard Cannon, Jackie Gaughan y Franco Scott
El servicio de pasajeros regresó brevemente en 1976 con Las Vegas Limited de Amtrak y en 1979 con el Desert Wind.
Antes de la interrupción de la ruta del Desert Wind el 10 de mayo de 1997, la estación Las Vegas de Amtrak estaba ubicada en Plaza. La estación y las taquillas estaban conectadas directamente con el hotel. Era la única estación de tren en los Estados Unidos ubicada en un casino.
Hoy en día, Greyhound Lines sirve a Las Vegas desde el Centro intermodal de Salt Lake City en Salt Lake City, Utah, hasta la Union Station de Los Ángeles. Greyhound brindó servicio a una estación en el primer piso del Plaza Hotel hasta 2021, cuando el servicio se trasladó a la Terminal de Tránsito de South Strip cerca del Aeropuerto Internacional Harry Reid.
El plan de Amtrak para la restauración del servicio ferroviario de Las Vegas surgió casi inmediatamente después de la interrupción del Desert Wind. Estos planes recomendaban usar trenes Talgo entre Los Ángeles y Las Vegas, similar a la ruta Cascades de Amtrak en el noroeste del Pacífico. Este plan nunca se implementó y Las Vegas se quedó sin servicio ferroviario de pasajeros. Las Vegas es el área metropolitana más grande de los Estaod Unidos sin servicio ferroviario de pasajeros.
En 2005, se formó DesertXpress Enterprises en un intento de restaurar el servicio ferroviario de pasajeros al Valle de Las Vegas, aunque se planea que su terminal sea una estación recién construida en Enterprise, al sur del Downtown Las Vegas y el Strip de Las Vegas. El proyecto fue adquirido por Brightline, con sede en Florida, y cambió su nombre a Brightline West en 2020.
Una empresa competidora, Las Vegas Railway Express, también planea comenzar el servicio ferroviario de pasajeros entre Las Vegas y el sur de California, aunque a velocidades más bajas.